# グレート・ムーン捏造記事

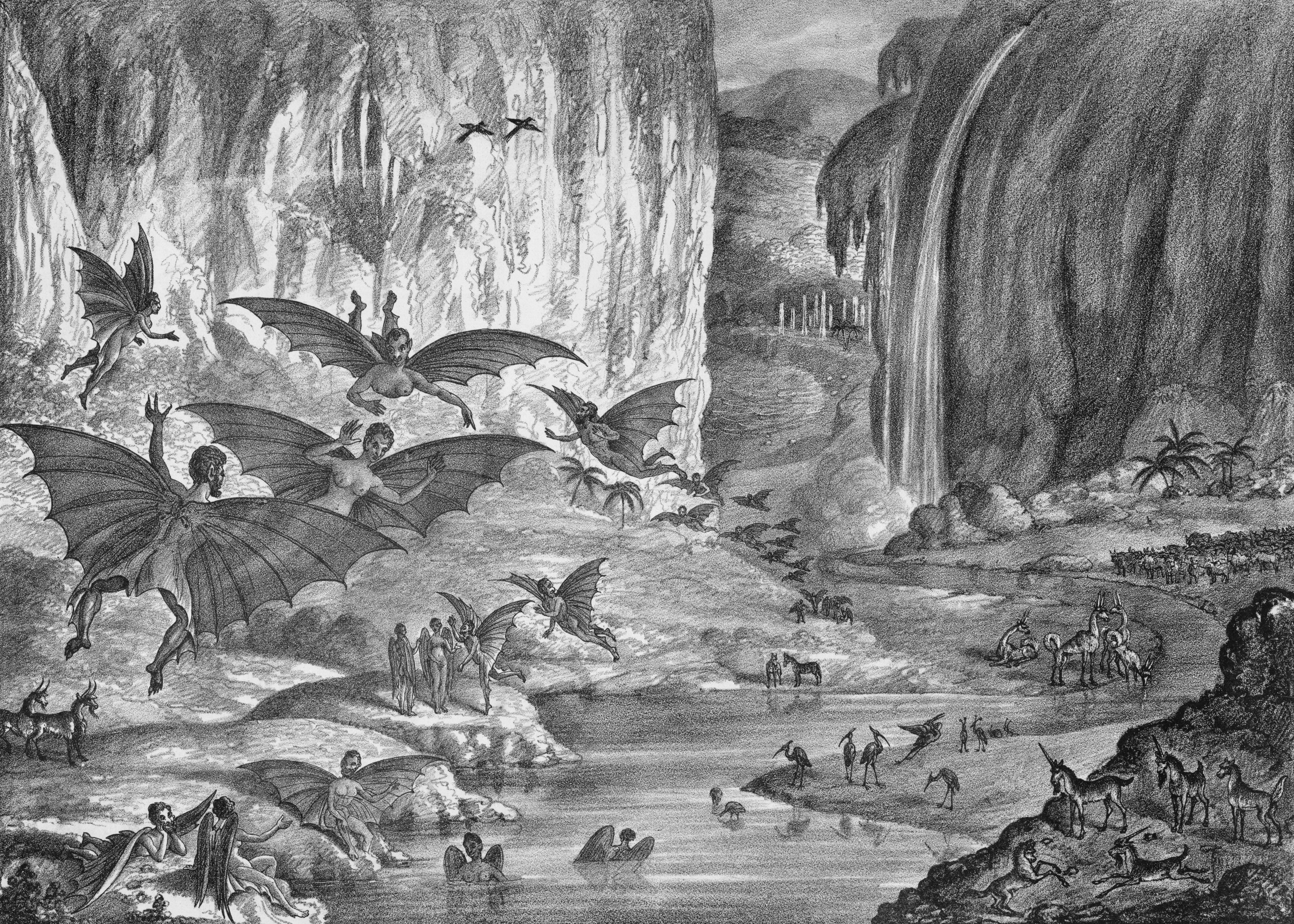
『ザ・サン』に印刷されたリトグラフ

グレート・ムーン捏造記事（グレート・ムーンねつぞうきじ、英語: Great Moon Hoax）は、1835年8月にアメリカ合衆国ニューヨークの新聞『ザ・サン』に掲載された月の生命・文明に関する6つの記事群を指す。
内容は、有名な天文学者のジョン・ハーシェルが、月に生命が存在し文明を築いていることを発見した、というものであった。記事は捏造であり、ハーシェルがそのような発見をしたという事実はなかった。しかし読者の反応は凄まじく、追加情報を求める読者がザ・サン社を取り囲む事態となった。

## 記事
1835年8月21日、『ザ・サン』は、イギリス紙『Edinburgh Courant』の報道を引用する形で、ジョン・ハーシェルが大発見をしたと報じた。この時点では、何を発見したのかについては明らかになっていなかった。発見の詳細が報じられたのは4日後の8月25日号であった。

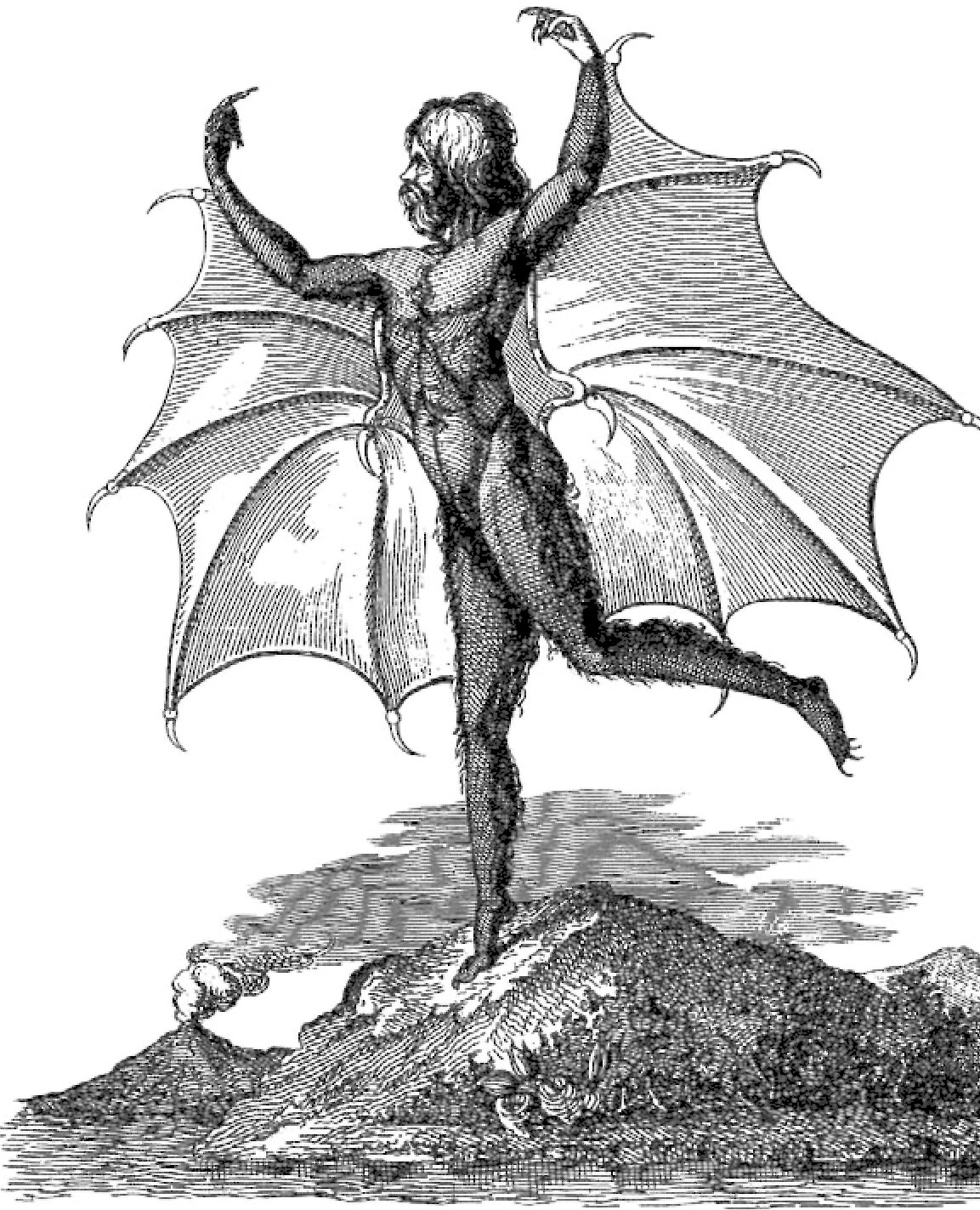
コウモリのようなヒューマノイドの肖像画

見出しは次の通り:
記事はバイソン、ヤギ、ユニコーン、二足の無尾のビーバー、寺院を建てたとされるコウモリのような有翼のヒューマノイドなどの動物や、木、大洋、砂浜などの自然について記述していおり、これらの発見は「まったく新しい原理の広大な望遠鏡」によって行われたと主張していた。
記事の筆者は、表向きはジョン・ハーシェルの旅行に同伴し、筆記者であったアンドルー・グラント医師とされていたが、グラントは架空の人物であった。
最終的に、筆者は望遠鏡のレンズが収斂火災によって破壊されたために観測の終了を余儀なくされたとした。

## 筆者
記事の筆者は、報道当時『ザ・サン』に勤めていたリチャード・アダムズ・ロック（1800年 - 1871年）であるとされ、ロック本人も1840年に、週刊誌の『ニュー・ワールド』で筆者であったことを認めた。しかし、その後もロック以外の人物が記事作成に関わったとの噂が流れ、当時アメリカで旅行していたジョゼフ・ニコレと、ニューヨークの文芸雑誌『ニッカボッカー』の編集者であったルイス・ゲイロード・クラークが疑われたものの、ロック以外の人物が記事作成に関係したことを示す証拠は存在しない。

## 反響

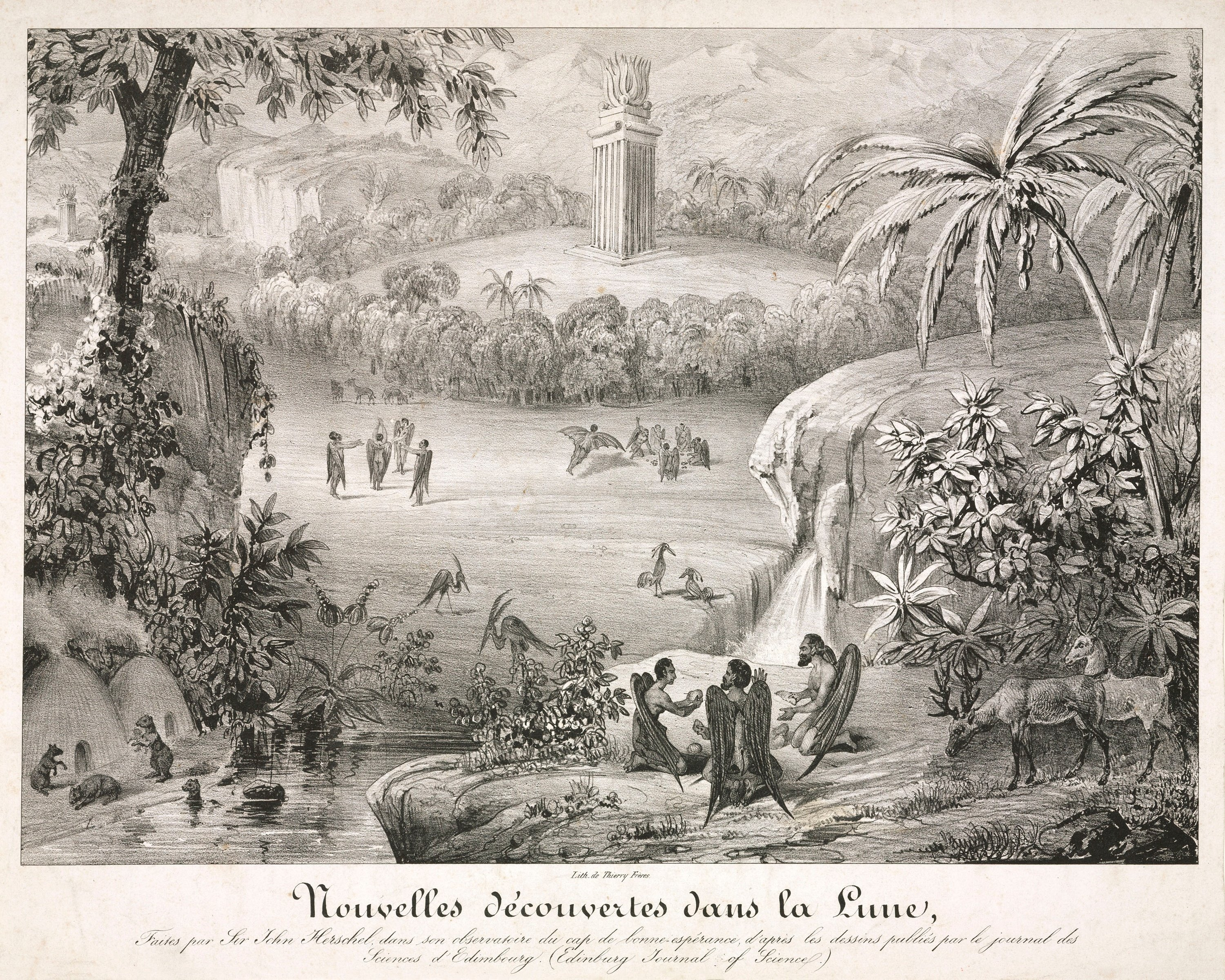
エディンバラ科学学会誌によるものとされる絵

この記事によって、『ザ・サン』の発行部数は大きく上昇したが、上昇の程度は大げさに伝えられたという。数週間後に記事が捏造であることが判明したが、その後も同紙は記事を撤回しなった。
当初、ハーシェルは記事を面白がり、彼自身の研究はこれほどわくわくしたものではないと発言した。しかし、その後記事を信じた人々による質問に回答することを余儀なくされた事については怒りを示した。
エドガー・アラン・ポーは、この記事は彼の作品『ハンス・プファアルの無類の冒険』を盗作したものであると主張した。彼の当時の編集者はロックであった。1844年、ポーは『ザ・サン』上で『軽気球夢譚』というフィクション記事を発表した。

## 後世
2010年、ネイト・ディメオが司会を務めるポッドキャスト番組『記憶の宮殿』で、記事が取り上げられた。
作曲家のマット・ダアンは、この捏造事件を題材としたミュージカルを作成した。